# Michał Wojtalik
Michał Antoni Wojtalik (ur. 9 kwietnia 1951 w Poznaniu) – polski kardiochirurg dziecięcy, profesor zwyczajny Uniwersytetu Medycznego im. Karola Marcinkowskiego w Poznaniu.

## Życiorys
W rodzinnym Poznaniu ukończył szkołę podstawową, średnią oraz studia medyczne na Akademii Medycznej (1976). Doktoryzował się w 1985. W 1990 został kierownikiem zespołu kardiochirurgii dziecięcej w Klinice Kardiochirurgii Śląskiej Akademii Medycznej w Zabrzu kierowanej przez Zbigniewa Religę. Habilitował się na Wydziale Lekarskim w Zabrzu Śląskiej Akademii Medycznej w 1996 na podstawie rozprawy pt. Ocena kliniczna zastosowania mrożonego homograftu żylnego w zmodyfikowanym zespoleniu systemowo-płucnym Bialock-Taussig u noworodków i niemowląt ze złożonymi siniczymi wadami serca. Po otrzymaniu habilitacji w Zabrzu wrócił do Poznania (1997), gdzie objął kierownictwo Kliniki Kardiochirurgii Dziecięcej. Tytuł naukowy profesora nauk medycznych otrzymał w 2002.
W ramach obecnego Uniwersytetu Medycznego w Poznaniu pełni od 1997 roku funkcję kierownika Kliniki Kardiochirurgii Dziecięcej Katedry Kardio-Torakochirurgii (Szpital Kliniczny im. Karola Jonschera przy ul. Szpitalnej).
Zagraniczne szkolenia z zakresu kardiochirurgii odbywał w Kolonii (1984), Utrechcie i Hanowerze. Jest założycielem Stowarzyszenia Nasze Serce, członkiem zarządu poznańskiej Fundacji Rozwoju Kardiologii i Kardiochirurgii a także członkiem-prezydentem Klubu Rotary Poznań-Starówka. Należy także do Cardiothoracic Surgery Network, European Association for Cardio-Thoracic Surgery oraz Deutsche Gesellschaft für Thorax-, Herz- und Gefäßchirurgie. Na dorobek naukowy M. Wojtalika składa się szereg opracowań oryginalnych, w tym w czasopismach anglojęzycznych. Promotor 7 doktoratów.
Żonaty, ma trzech synów.